# Reisebüroassistent
Reisebüroassistent/Reisebüroassistentin ist ein Lehrberuf in Österreich.

## Aufgaben
Das Aufgabengebiet der Reisebüroassistenten erstreckt sich von der Information und Beratung über Reisen und Veranstaltungen aller Art über die Vermittlung von Reisen ins In- und Ausland und Betreuung von ausländischen Touristen, die nach Österreich kommen bis hin zur Buchung von Hotelzimmern und Flugtickets, der Organisation von Fahrtrouten und Führungen und der Information über Wechselkurse, Devisenbestimmungen, Visa-, Pass- und Impfbestimmungen.
Reisebüroassistenten arbeiten eng zusammen mit zusammen mit Reiseverkehrsfachleuten, Tourismuskaufleuten und Reiseleitern.

## Ausbildung
Die Ausbildung erfolgt nach dem dualen System im Ausbildungsbetrieb und begleitend dazu in der Berufsschule. Die Berufsschule vermittelt den theoretischen Hintergrund, der für die erfolgreiche Ausübung des Berufs benötigt wird.
Die Ausbildungsdauer beträgt 3 Jahre.

## Anforderungen
Anforderungen an den Reisebüroassistenten sind EDV-Kenntnisse, Fremdsprachenkenntnisse, ein kaufmännisches Verständnis, Verkaufstalent, Organisationsfähigkeit und Reisebereitschaft.